# Sormery
Sormery é uma comuna francesa na região administrativa de Borgonha-Franco-Condado, no departamento de Yonne. Estende-se por uma área de 31,08 km². Em 2010 a comuna tinha 359 habitantes (densidade: 11,6 hab./km²).